# PEF Privatuniversität für Management
Die PEF Privatuniversität für Management war eine österreichische Privatuniversität.
Die PEF Privatuniversität in Wien war am 22. Mai 2002 vom österreichischen Akkreditierungsrat als Privatuniversität akkreditiert worden. Sie konzentrierte sich auf berufsbegleitende, postgraduale Master-Studiengänge aus dem Bereich der Sozial- und Wirtschaftswissenschaften.
2007 erfolgte die Reakkreditierung bis zum Jahr 2014. Der Studienbetrieb wurde jedoch im März 2012 aus wirtschaftlichen Gründen eingestellt.